# Nagłowice-Kolonia
Nagłowice-Kolonia – kolonia w Polsce położona w województwie świętokrzyskim, w powiecie jędrzejowskim, w gminie Nagłowice.